# Crematogaster longipilosa
Crematogaster longipilosa är en myrart som beskrevs av Auguste-Henri Forel 1907. Crematogaster longipilosa ingår i släktet Crematogaster och familjen myror. Inga underarter finns listade i Catalogue of Life.